# Tetrandromyces brachidae
Tetrandromyces brachidae är en svampart som beskrevs av Thaxt. 1912. Tetrandromyces brachidae ingår i släktet Tetrandromyces och familjen Laboulbeniaceae.   Inga underarter finns listade i Catalogue of Life.